# Heraclia hypercompoides
Heraclia hypercompoides är en fjärilsart som beskrevs av Butler 1895. Heraclia hypercompoides ingår i släktet Heraclia och familjen nattflyn. Inga underarter finns listade i Catalogue of Life.